# Marszałkowie Włoch

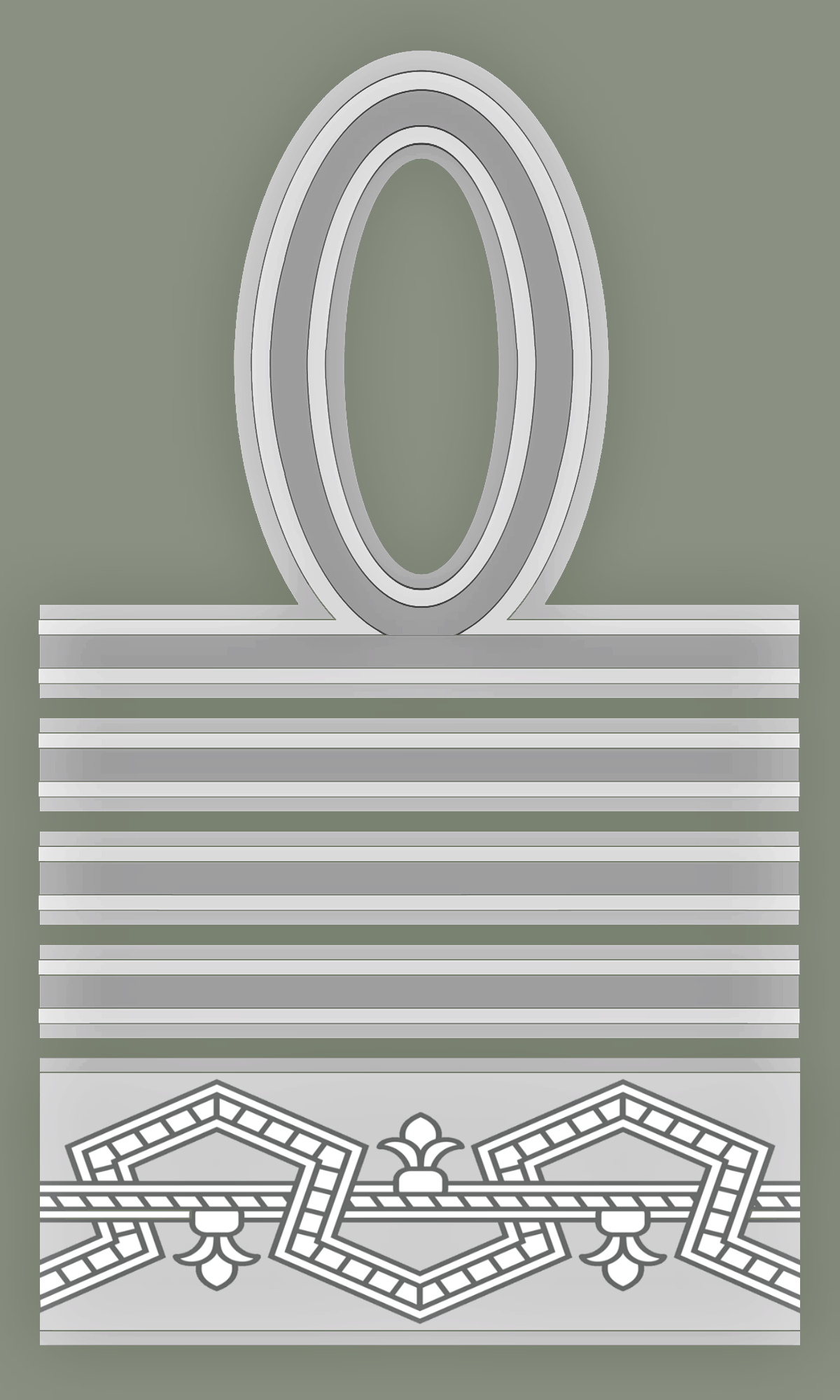
Insygnium marszałka Włoch obowiązujące w 1940 roku

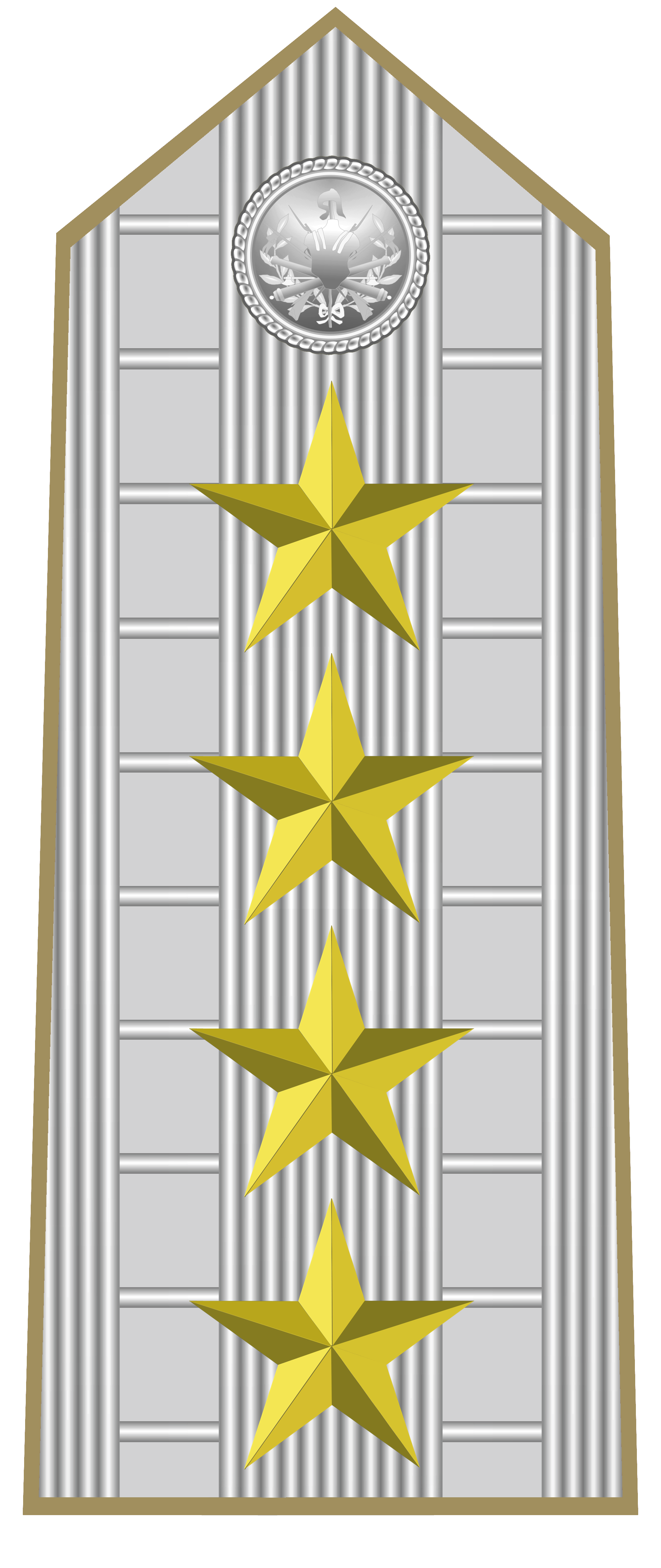
Naramiennik marszałka Włoch obowiązujący od 1945 roku

Naramiennik marszałka Włoch w armii Włoskiej Republiki Socjalnej

Marszałek Włoch (wł. Maresciallo d’Italia) − najwyższy stopień wojskowy w armii Królestwa Włoch. Został utworzony w 1924 roku przez władze faszystowskie. Status najwyższego stopnia we włoskiej armii nie obowiązywał go w latach 1938−1945, w których to należał do rangi Pierwszego Marszałka Imperium (wł. Primo maresciallo dell’Impero). Jego odpowiednikiem w marynarce wojennej Królestwa Włoch był stopień wielkiego admirała (wł. Grande ammiraglio), zaś w siłach powietrznych – stopień marszałka lotnictwa (wł. Maresciallo dell’aria). Stopień marszałka Włoch został zniesiony w 1946 roku i od tego czasu najwyższymi rangami we włoskiej armii są generał i admirał, które jednak są zarezerwowane wyłącznie dla pełniącego funkcję szefa sztabu generalnego sił zbrojnych. Istnieje przy tym stopień marszałka (wł. Maresciallo), jednak jest on stopniem w randze podoficerskiej.

## Wykaz marszałków Włoch

### Promowani zaI wojnę światową
- Luigi Cadorna (promowany 4 listopada 1924)
- Armando Diaz (promowany 4 listopada 1924)
- Enrico Caviglia (promowany 25 czerwca 1926)
- Emanuel Filiberto d’Aosta (promowany 25 czerwca 1926)
- Pietro Badoglio[1] (promowany 25 czerwca 1926)
- Gaetano Giardino (promowany 25 czerwca 1926)
- Guglielmo Pecori Giraldi (promowany 25 czerwca 1926)

### Promowani zawojnę włosko-abisyńską
- Emilio De Bono (promowany 16 listopada 1935)
- Rodolfo Graziani[1] (promowany 9 maja 1936)

### Promowani zaII wojnę światową
- Ugo Cavallero[1] (promowany 1 lipca 1942)
- Ettore Bastico[1] (promowany 12 sierpnia 1942)
- Umberto di Savoia (promowany 29 października 1942)
- Giovanni Messe[1] (promowany 12 maja 1943)

## Wykaz promowanych na stopnie odpowiadające stopniowi marszałka
Wielki Admirał
- Paolo Thaon di Revel(inne języki)[3] (promowany 4 listopada 1924)

Marszałek lotnictwa
- Italo Balbo[4] (promowany 13 sierpnia 1933)